# Draconarius gurkha
Draconarius gurkha là một loài nhện trong họ Amaurobiidae.
Loài này thuộc chi Draconarius. Draconarius gurkha được Paolo Marcello Brignoli miêu tả năm 1976.